# Poecilia latipunctata
Poecilia latipunctata (tên tiếng Anh: Broadspotted molly; tên bản địa: molly del tamesi), là một loài cá thuộc họ Poeciliidae. Nó là loài đặc hữu của México.